# Галицька архітектурна школа

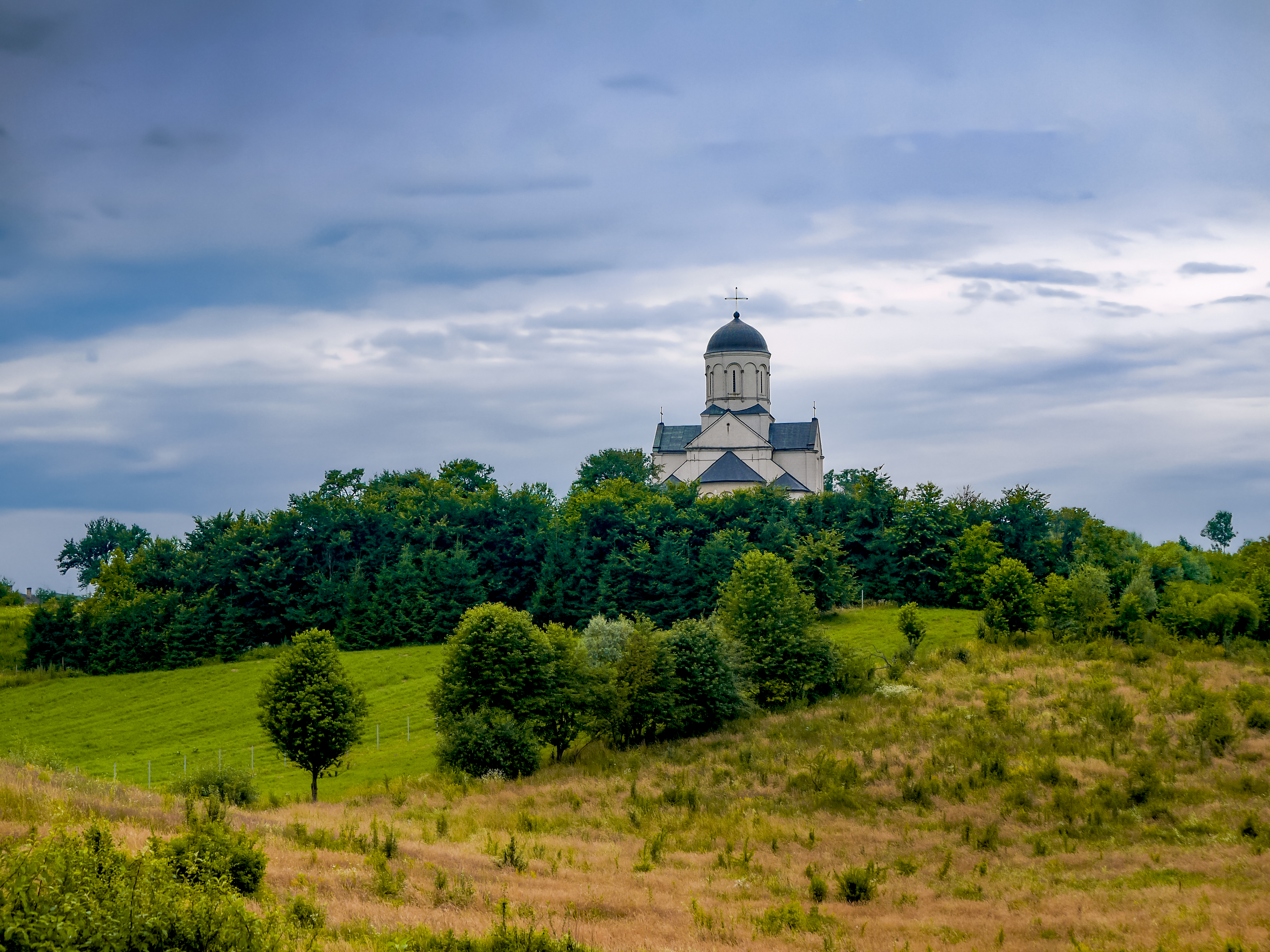
Вид на церкву св. Пантелеймона у Галичі, єдиний збережений зразок галицької архітектурної школи.

Галицька архітектурна школа, галицька школа архітектури — напрямок у романській, а одночасно візантійській та давньоруській архітектурі, що розвинувся на території Прикарпаття у добу правління династії Ростиславичів. Був провідним стилем монументальної, переважно сакральної, архітектури Галицького князівства. Характерною рисою школи є використання романської техніки мурування з тесаних білокам'яних блоків для створення хрестово-купольних храмових будівель візантійського типу. Вважається, що будівничі галицької архітектурної школи звели перші кам'яні церкви у колонізованому руськими князями Заліссі, що дало початок особливостям давньоруської архітектури Ростово-Суздальщини.

## Визначення
З огляду на фактично повну (за винятком однієї споруди) втрату пам'яток галицької архітектурної школи, їх дослідження та термінологічне окреслення спиралось, передовсім на дані археологічних досліджень. Перші артефакти були виявлені у проміжку між 1881– 1885 рр. парохом Галича Левом Лаврецьким, який долучив до досліджень Ісидора Шараневича. Архітектурний аналіз та стилістичну інтерпретацію отриманих даних виконав Юліан Захарієвич. Головний внесок в окреслення поняття "галицької архітектурної школи" зробив Йосип Пеленський, який звернув увагу на такі риси школи: розділеність апсид в плані на однакові наземної частини; те, що фундаменти зводились з річкового каменю на розчині, а наземні стіни – з тесаних блоків; всюди застосовувався вапняно-піщаний розчин. Плани та описи пам’яток княжого Галича, представлені Й. Пеленським у його монографії, тривалий час були основним джерелом для аналізу архітектурно-археологічних пам’яток Галицького князівства і зберігають свою актуальність. Впродовж ХХ століття знання про галицьку арітектурну школу були значно розширені новими археолгічними відкриттями, зокрема і головної споруди Галича - Успенського собору. Також було відкрито фундамент першого храму галицької школи - церкви Івана Хрестителя у Перемишлі, та сліди від фундаментів церкви у Звенигороді. Подальші дослідження тривають у в добу Незалежної України із залученням більш досконалих методів археологічних пошуків.  У 1998 році було відновлено єдину вцілілу пам'ятку школи - церкву Пентелеймона.

## Походження
Виникнення галицької архітектурної школи було предметом численних гіпотез та припущень, які викладені у значній кількості наукових праць рідного обсягу. Прихильники "угорської" гіпотези вказують на географічну близькість та тісну політичну пов'язаність Галичини з Угорським королівством та жвавий розвиток у останньому романської техніки будування під впливом Франції. Зокрема М. Каргер звертав увагу на використання вітражів, водосвятної чаші та особливостей декорування. "Малопольська" гіпотеза висунута О. Іонісяном пов'язує галицьку школу із рядом об'єктів Краківської землі. Її недоліком цієї є те що "малопольські" храми зведені хронологічно пізніше перших галицьких. "Закавказька" гіпотеза запропонована І.Могитичем пов'язує білокам'яну архітектуру Галичини із впливами вірменської традиції сакрального будівництва. "Органічна" концепція пропонує розглядати галицьку школи як частину загальноєвропейського процесу розвитку романської архітектури, коли приблизно в один і той самий час виникали схожі об'єкти з використанням подібних прийомів.

## Список відомих об'єктів галицької архітектурної школи
| Назва                                      | Місце розташування  | Час будівлі                                      | Опис | Фото |
| ------------------------------------------ | ------------------- | ------------------------------------------------ | --- | ---- |
| Собор Івана Хрестителя                     | Перемишль           | 1119–1126                                        | Розібраний в XV столітті на матеріал для латинської катедри. Археологічно досліджений в 1959–1964 (А.Жакі). |      |
| Ротонда святого Миколая                    | Перемишль           | XI–XII ст.                                       | Розібрана в XV ст., коли на її місці споруджено латинську катедру. |      |
| Княжі палати                               | Перемишль           | XII століття (?)                                 | До прямокутної палацевої будівлі примикала більш ранішня каплиця-ротонда. Остаточно знищені на початку XVII ст. |      |
| Церква невідомої назви                     | Звенигород          | до 1144                                          | Зруйнована у XIII ст. |      |
| Княжі палати                               | Звенигород          | до 1144                                          | Знищені у XIII ст. Досліджені археологічно в 1965–1968 (А. А. Ратич). |      |
| Церква Спаса                               | Галич               | 1152                                             | Втрачена до 1627 р. Згідно з даними розкопок (1880-ті рр., Л.Лаврецький, І. Шараневич та 1980–1981, О. М. Іоаннесян) це був білокам'яний чотирьохстовпний триабсидний храм.                                          |      |
| Успенський собор                           | Галич               | 1140-ві — 1150-ті рр.                            | Втрачений в період від XIV до XVI ст., не існує. Згідно з даними археології, це був величний білокам'яний чотирьохстовпний триабсидний храм з бічними галереями. Друга за розміром сакральна будівля Київської Русі. |      |
| Церква св. Кирила і Мефодія                | Галич               | XII століття - поч. ХІІІ століття                | Втрачена у давнину. Досліджена археологічно (1880-ті рр., Л.Лаврецький, І. Шараневич). Це був білокам'яний триабсидний чотирьохстовпний храм.                                                                        |      |
| Церква Святого Пантелеймона                | Галич               | Близько 1200                                     | Первісно — білокам'яний чотирьохстовпний триабсидний храм. Уся верхня частина, склепіння і баня знищені при перебудові церкви в костьол Св. Станислава в 1611 р.                                                     |      |
| Церква Бориса і Гліба в урочищі Побережжя  | Єзуполь коло Галича | XII століття                                     | Втрачена у давнину. Досліджена археологічно (1935, Я.Пастернак, та 1959, М. К. Каргер). Це була білокам'яна церква у вигляді квадрифолія, 4х-пелюсткова в плані.                                                     |      |
| Церква св. Анни (?) в урочищі Цвинтариська | Галич               | Друга половина XII — перша третина XIII століття | Втрачена у давнину. Досліджена археологічно (1880-ті рр., Л.Лаврецький, І. Шараневич). Білокам'яний чотирьохстовпний храм, скоріш за все триабсидний.                                                                |      |
| Церква Благовіщення                        | Галич               | Друга половина XII — перша третина XIII століття | Втрачена після 1458 р. Досліджена археологічно (1884, Л.Лаврецький, І. Шараневич). Безстовпна церква з подовженою двокамерною вівтарною частиною.                                                                    |      |
| Церква пророка Іллі                        | Галич               | Друга половина XII — перша третина XIII століття | Розібрана на початку XIX ст. Не існує. Залишки досліджені М. К. Каргером в 1955 р. Це була невелика одноабсидна ротонда з притвором.                                                                                 |      |
| Церква св. Івана (?) в урочищі Царинка     | Галич               | Початок XIII століття.                           | Втрачена у давнину. Рештки виявлені й досліджені Ю. Лукомським протягом 1990-92 років |      |
| Церква «полігон»                           | Галич               | Середина — третя чверть XII століття             | Втрачена у давнину. Згідно з даними розкопок (1880-ті рр., Л.Лаврецький, І. Шараневич та 1979, О. М. Іоаннесян) це була білокам'яна церква у вигляді квадрифолія, 8-гранна в плані.                                  |      |
| Церква (Василя Великого?)                  | Василів             | XII–XIII століття                                | Знищена в XVII ст. Віднайдена розкопками 1958–1959 (Б. А. Тимощук, Г. Н. Логвин). Це був білокам'яний чотирьохстовпний триабсидний храм з пізнішими прибудовами.                                                     |      |
| Церква Петра                               | Перемишль           | XII - початок XIII                               | Зруйнована у XIV столітті. На її місці побудовано дерев'яний костел, який був розібраний у XVII столітті. |      |
| Церква Миколая                             | Львів               | друга половина XIII                              | Перебудована у пізньому середньовіччі. |      |